# Denis Braidotti
Denis Braidotti (* 31. července 1972 Udine) je bývalý italský zápasník–judista.

## Sportovní kariéra
S judem začínal ve 13 letech na předměstí Udine v Tarcentu pod vedením Stefano Stefanela a Renato Colonnella. Vrcholově se připravoval v tréninkovém středisku vojenské policie CS Carabinieri v Ostii nedaleko Říma. V italské seniorské reprezentaci se prosazoval od roku 1996. V roce 2000 se na olympijské hry v Sydney nekvalifikoval. Od roku 2003 ho o post reprezentační jedničky připravil Paolo Bianchessi, který zároveň dostal v nominaci na olympijské hry v Athénách přednost. Sportovní kariéru ukončil vzápětí. Věnuje se trenérské práci.

## Výsledky

### Váhové kategorie
| Turnaj             | 1991       | 1992       | 1993       | 1994       | 1995       | 1996       | 1997       | 1998       | 1999       | 2000       | 2001       | 2002       | 2003       |
| Turnaj             | 19         | 20         | 21         | 22         | 23         | 24         | 25         | 26         | 27         | 28         | 29         | 30         | 31         |
| Turnaj             | těžká váha | těžká váha | těžká váha | těžká váha | těžká váha | těžká váha | těžká váha | těžká váha | těžká váha | těžká váha | těžká váha | těžká váha | těžká váha |
| ------------------ | ---------- | ---------- | ---------- | ---------- | ---------- | ---------- | ---------- | ---------- | ---------- | ---------- | ---------- | ---------- | ---------- |
| Olympijské hry     |            | —          |            |            |            | —          |            |            |            | —          |            |            |            |
| Mistrovství světa  | —          |            | —          |            | —          |            | úč.        |            | úč.        |            | úč.        |            | —          |
| Mistrovství Evropy | —          | —          | —          | —          | —          | —          | —          | úč.        | —          | úč.        | 2.         | úč.        | —          |
| MS juniorů         |            | úč.        |            |            |            |            |            |            |            |            |            |            |            |
| ME juniorů         | 3.         | 2.         |            |            |            |            |            |            |            |            |            |            |            |

### Bez rozdílu vah
| Turnaj             | 1991 | 1992 | 1993 | 1994 | 1995 | 1996 | 1997 | 1998 | 1999 | 2000 | 2001 | 2002 | 2003 |
| Turnaj             | 19   | 20   | 21   | 22   | 23   | 24   | 25   | 26   | 27   | 28   | 29   | 30   | 31   |
| ------------------ | ---- | ---- | ---- | ---- | ---- | ---- | ---- | ---- | ---- | ---- | ---- | ---- | ---- |
| Mistrovství světa  | —    |      | —    |      | —    |      | úč.  |      | úč.  |      | —    |      | úč.  |
| Mistrovství Evropy | —    | —    | —    | —    | —    | —    | —    | úč.  | —    | úč.  | —    | úč.  | 7.   |